# Paraphyola
Paraphyola är ett släkte av tvåvingar. Paraphyola ingår i familjen fläckflugor.
Kladogram enligt Catalogue of Life:
| Paraphyola | \| \| Paraphyola angustifrons \| \| \| \| \| \| Paraphyola crucifera \| \| \| \| |
|            | \| \| Paraphyola angustifrons \| \| \| \| \| \| Paraphyola crucifera \| \| \| \| |
|            | Paraphyola angustifrons                                                          |
|            |                                                                                  |
|            | Paraphyola crucifera                                                             |
|            |                                                                                  |